# Christophe Pieri
Pour les articles homonymes, voir Pieri.
Christophe Pieri est le fils de Charles Pieri, personnalité du nationalisme corse. 

## Procédures judiciaires

### Assassinat de Christophe Garelli
Christophe Pieri a été acquitté dans l'affaire de l'assassinat de Christophe Garelli, un militant d'une organisation nationaliste rivale abattu lors d'une fête du village de Lucciana en août 1998. Il ne s'était pas rendu à l'audience. 

### Racket du BTP corse
Le 27 mai 2006, Christophe Pieri a été interpellé sur une route de Morta (Haute-Corse) par le service régional de police judiciaire de Corse, épaulés par les policiers du RAID, sur commission rogatoire du juge anti-terroriste parisien Gilbert Thiel. Il est soupçonné d'avoir été mêlé à des rackets d'entreprises du BTP. Ces opérations qui auraient pu servir à financer la cause nationaliste. 
Sept autres proches de Charles Pieri ont été interpellées dans le cadre d'une enquête ouverte le 27 septembre 2005 pour « tentative d'extorsion de fonds sur des chefs d'entreprise, extorsion de fonds et association de malfaiteurs en relation avec une entreprise terroriste ». 
En 2013 il est condamné à deux ans de prison ferme pour acquisition et détention illicite d'arme de poing.